# 시툴라

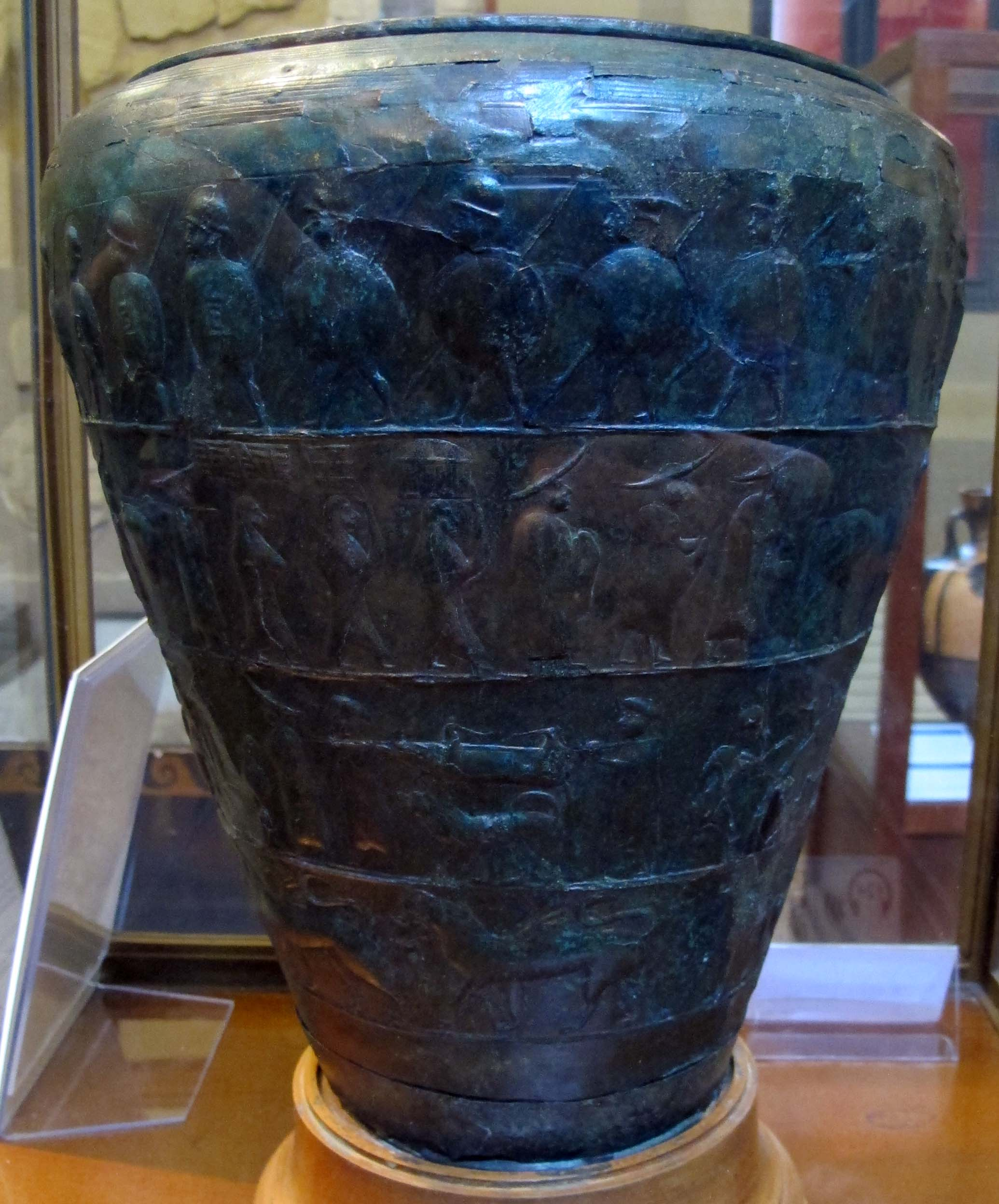
에트루리아 시툴라, 기원전 600년 ~ 기원전 550년, 케토사 네크로폴리스에 있는 68번 무덤

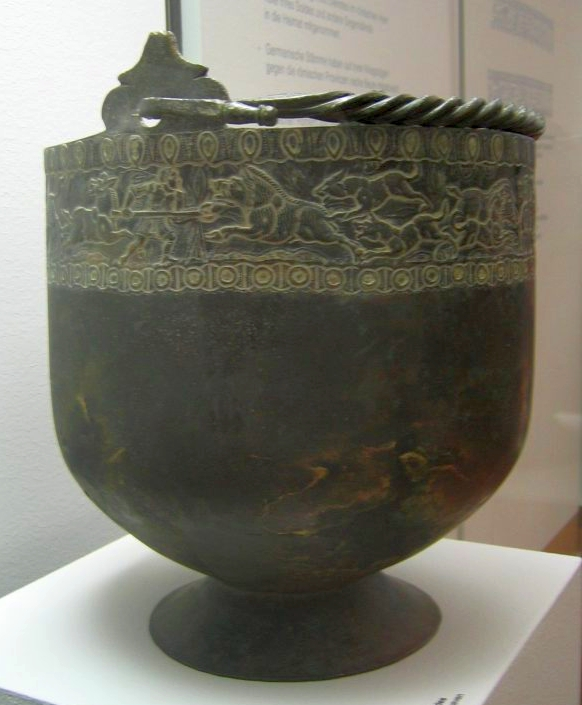
2-3세기 독일에서 출토된 로마 청동 시툴라

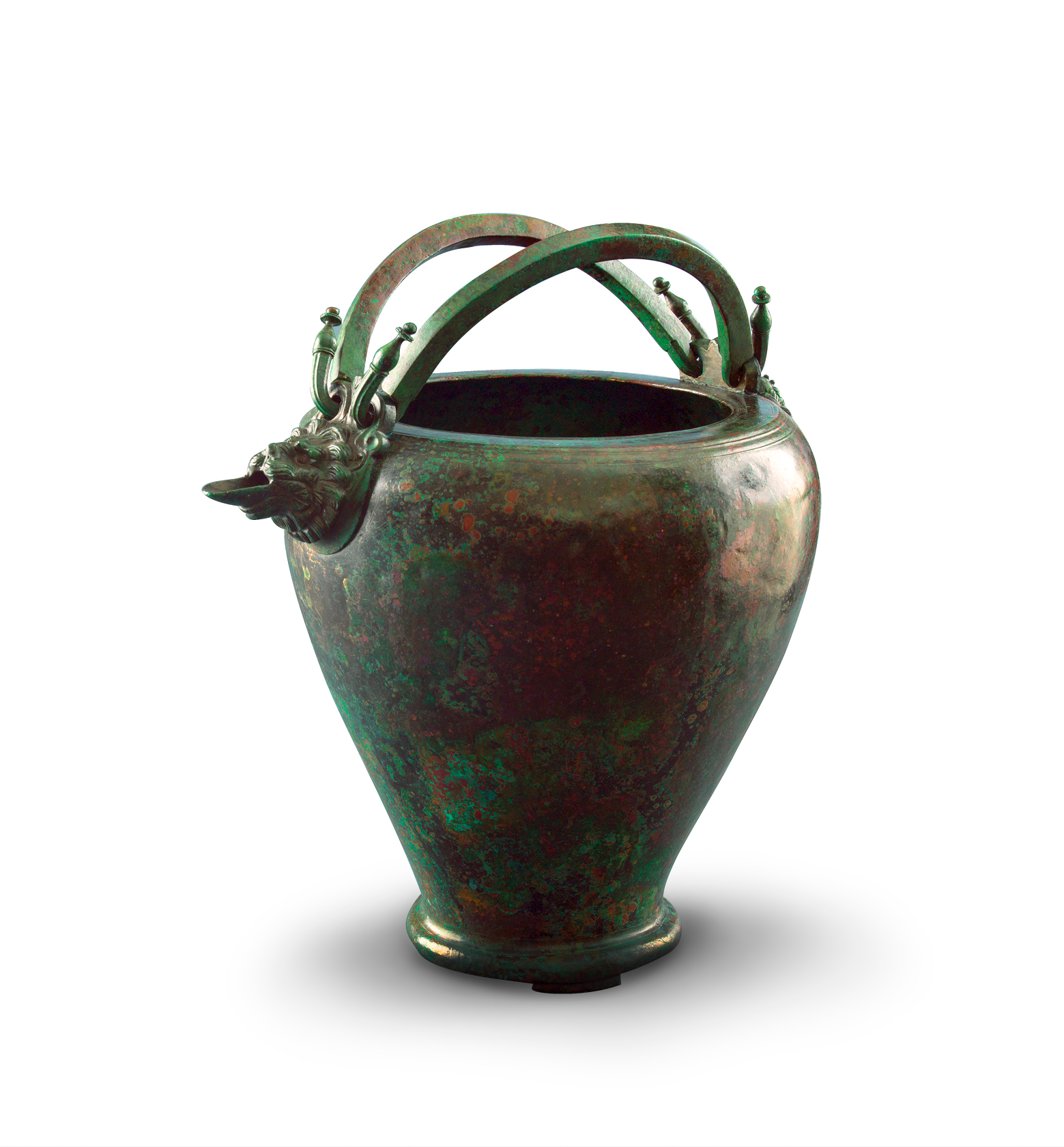
청동 별자리 시툴라(기원전ㄴ 340년경-320년경), 불가리아 소피아의 바실 보이코프 컬렉션의 일부

시툴라(라틴어: Situla, 복수형 situlae)는 ‘양동이’ 또는 ‘들통’을 뜻하는 라틴어 단어에서 고고학 및 미술사에서 철기 시대부터 중세 시대까지 다양한 정교한 양동이 모양의 그릇을 나타내는 용어이며, 일반적으로 상단에 손잡이가 있다. 모든 유형은 매우 장식적일 수 있으며, 가장 특징적으로는 배를 둘러싸고 있는 띠 또는 프리즈의 부조가 있다.
청동으로 장식된 철기 시대 유적은 에트루리아 북부 지역에서 매장되어 있는 에트루리아 예술품의 독특한 특징이다. 이러한 양식은  시툴라 문화나 시툴라 예술과 같은 용어를 사용했던 이탈리아 북부, 슬로베니아와 인접한 지역의 일부 문화로 퍼졌다.
시툴라는 또한 양동이 모양의 고대 그리스 꽃병 유형을 나타내는 용어이며, 일부는 매우 정교하게 칠해져 있다. 좀 더 실용적인 도기류도 발견되며, 일부는 은이나 기타 재료로 되어 있다. 베니스의 산마르코 대성당에 있는 고대 후기의 유리 2개와 같은 것이다. 고대 이집트와 근동의 형태는 바닥이 뾰족한 경향이 있어, 서 있거나 옆으로 누워 있다. 실용적인 더 넓은 모양은 유럽 청동기 시대에 처음으로 발견된 유럽 발명품이다.

## 철기시대 유럽
전형적인 철기 시대 유적은 에트루리아 무덤, 에스테 문화(예를 들어, 시툴라 벤베누티)와 이웃한 골라세카 문화, 할슈타트 문화의 동부 지역에서 중부 및 남동부 유럽에서 무덤으로 발견된 청주 용기의 유형에서와 같은 청동이다. 여기 그들은 종종 손잡이가 없는 독특한 스타일을 가지고 있다. 바체 시툴라는 슬로베니아의 예이다. 이들은 일반적으로 측면이 바깥쪽으로 기울어진 다음 어깨에서 급격하게 회전하고 바깥쪽 에트루리아는 종종 짧고 좁은 목을 가지고 있다. 모양은 주둥이가 좁은 에트루리아 모양과 유사하다. 프랑스에서 발견된 5세기 유츠 물병 플라곤(Basse Yutz Flagons)에서와 같이 북쪽으로도 복제된 플라곤이다. 그들은 종종 장식되어 있으며, 가장 정교한 예에서 선박 주위를 달리는 여러 띠의 인물이 있다. 손잡이가 있을 수도 있고 없을 수도 있으며 때로는 뚜껑이 있다. 많은 것이 리벳으로 고정된 여러 장의 시트로 만들어진다.
에트루리아의 예는 기원전 7세기에 가장 특징적이지만, 이후에도 계속 이어진다. 그들은 도자기에서 청동, 때로는 은에 이르기까지 다양한 재료로 되어 있다. 파니아의 시툴라는 상아로 된 특이한 사치스런 에트루리아의 예이며, 보코리스(Bocchoris) 꽃병은 에트루리아 매장에서 이집트에서 수입한 도자기이다. 에스테와 할슈타트의 예는 나중에, 슬로베니아 생산은 5세기에 품질이 절정에 이르렀으며, 그 지역 대부분에서 할슈타트 시대가 끝난 후인 기원전 400년까지이다. 일부는 화장된 재를 담고 있는 것으로 밝혀졌지만, 본질적으로 잔치에서 사용되는 호화로운 그릇이었다.
많은 할슈타트 시툴라가 슬로베니아에서 발견되었으며, 주로 돌렌스카의 노보메스토 지역에서(그중 19개) “시툴라의 도시”로 명명되었다. 일리리아인이었던 라피드족(Iapydes)이 만든 자포드 매장 항아리는 이러한 유형의 현대 보스니아로 기원전 5세기 확장된 것이다.
나중에 에트루리아와 로마 양식은 주둥이가 넓고 어깨가 없지만, 때로는 돌출된 테두리가 있는 바닥에서 구부러진 단순한 모양을 선호했다. 이것들은 씻고 목욕하는 것을 포함하여, 다양한 용도로 사용되었다. 모든 장식은 종종 측면의 상단에 집중되었다.

### 시툴라 미술
시툴라 예술은 에트루리아인들로부터 북쪽의 지역을 거쳐 서쪽의 신흥 라텐 문화로 그리스에서 파생된 모티프를 전환하는 중요한 수단이었다. 루트와 빈센트 메고에 따르면 “시툴라 예술은 여성이 하인이나 성 대상인 남성적 관점에서 본 삶을 묘사한다. 인간을 포함하는 대부분의 장면은 시툴라 자체가 사냥이나 전쟁을 상징한다”고 말한다. 청동 벨트 플라크뿐만 아니라 다른 선박 형태에서도 유사한 장면이 발견된다. 초기 사례의 전형인 동물 또는 인간의 행렬은 근동과 지중해에서 유래했으며, 낸시 산다르스는 그 양식이 “고체리 장인의 기질과 공예의 기질에 너무 많이 어긋나는 방식으로 작업하는 예술가를 배신하는 것”이며, 유럽에서 유기적으로 발생한 초기 양식에 비해 “시툴라 예술은 약하고 때로는 기이하다”, 그리고 “본질적으로 유럽의 것이 아니다.”라고 주장했다.
벤베누티 시툴라를 제외하고 남자들은 털이 없고 “재미있는 모자, 뚱뚱한 몸, 큰 머리”를 가지고 있지만, 종종 매력적인 방식으로 쾌활해 보이는 모습을 보여준다. 벤베누티 시툴라 역시 특정한 스토리를 보여주는 것 같다는 점에서 이례적이다.

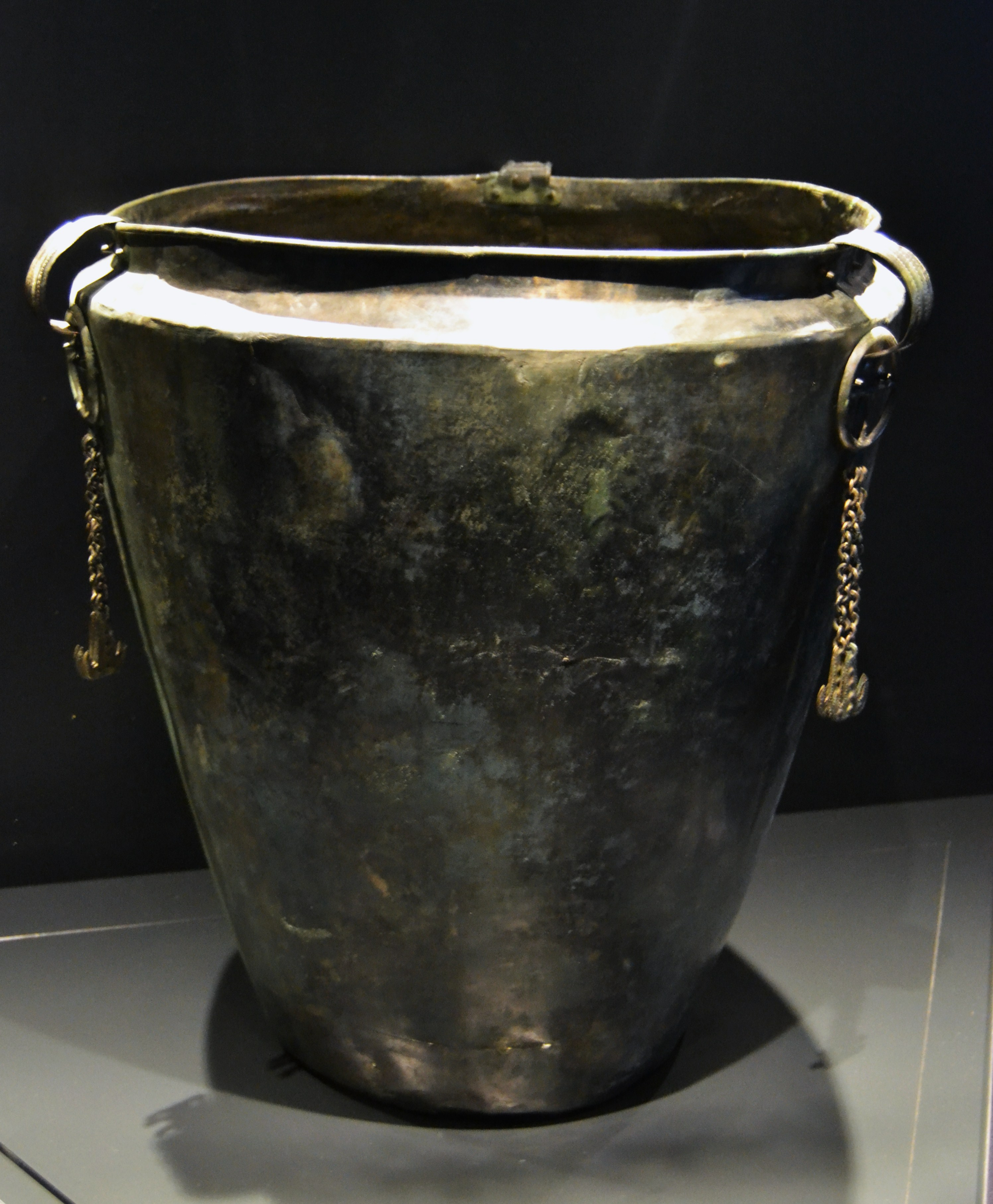
할슈타트에서 출토된 청동 시툴라, 기원전 800-750년
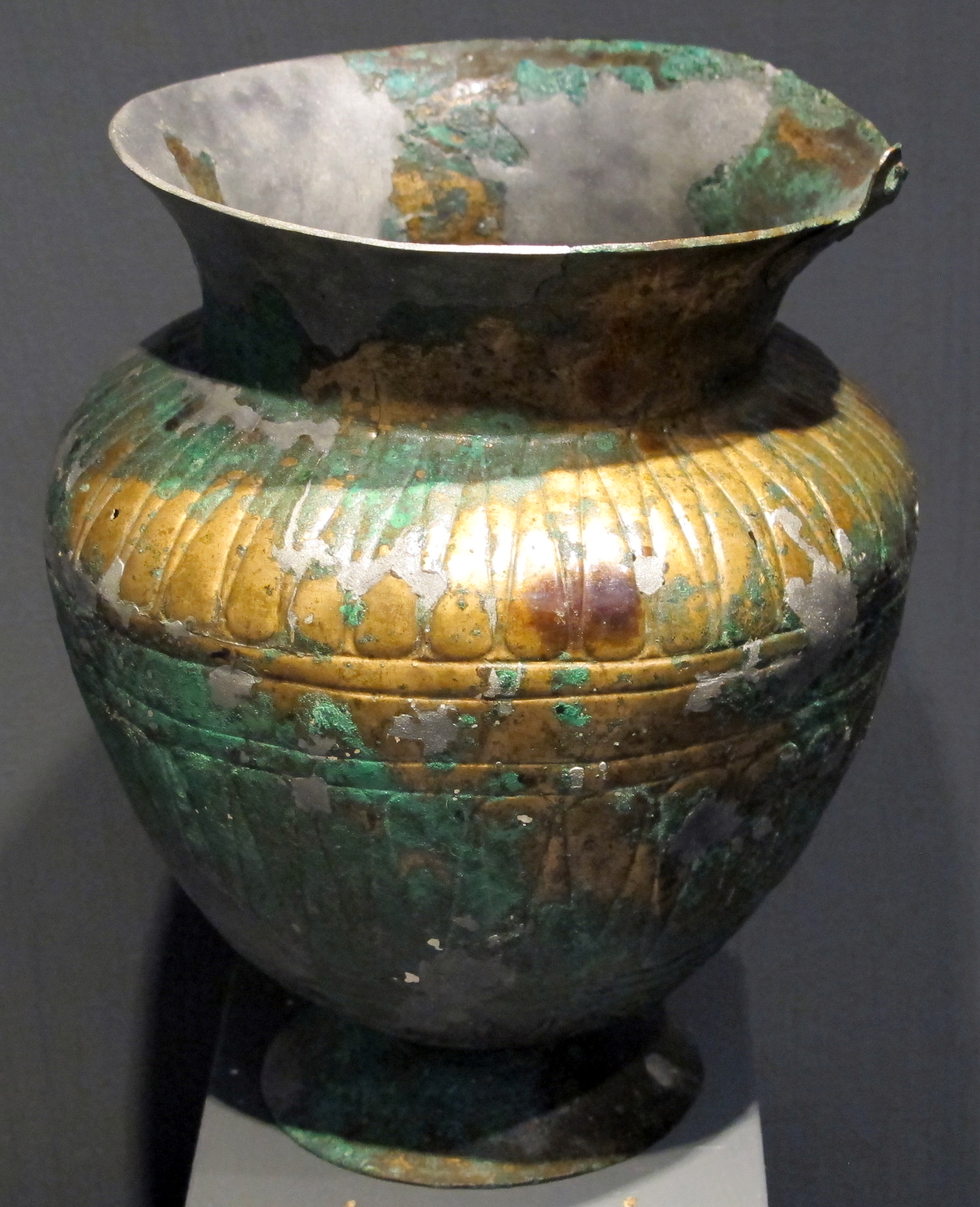
기하학적인 장식이 있는 에트루리아, 기원전 700-550년
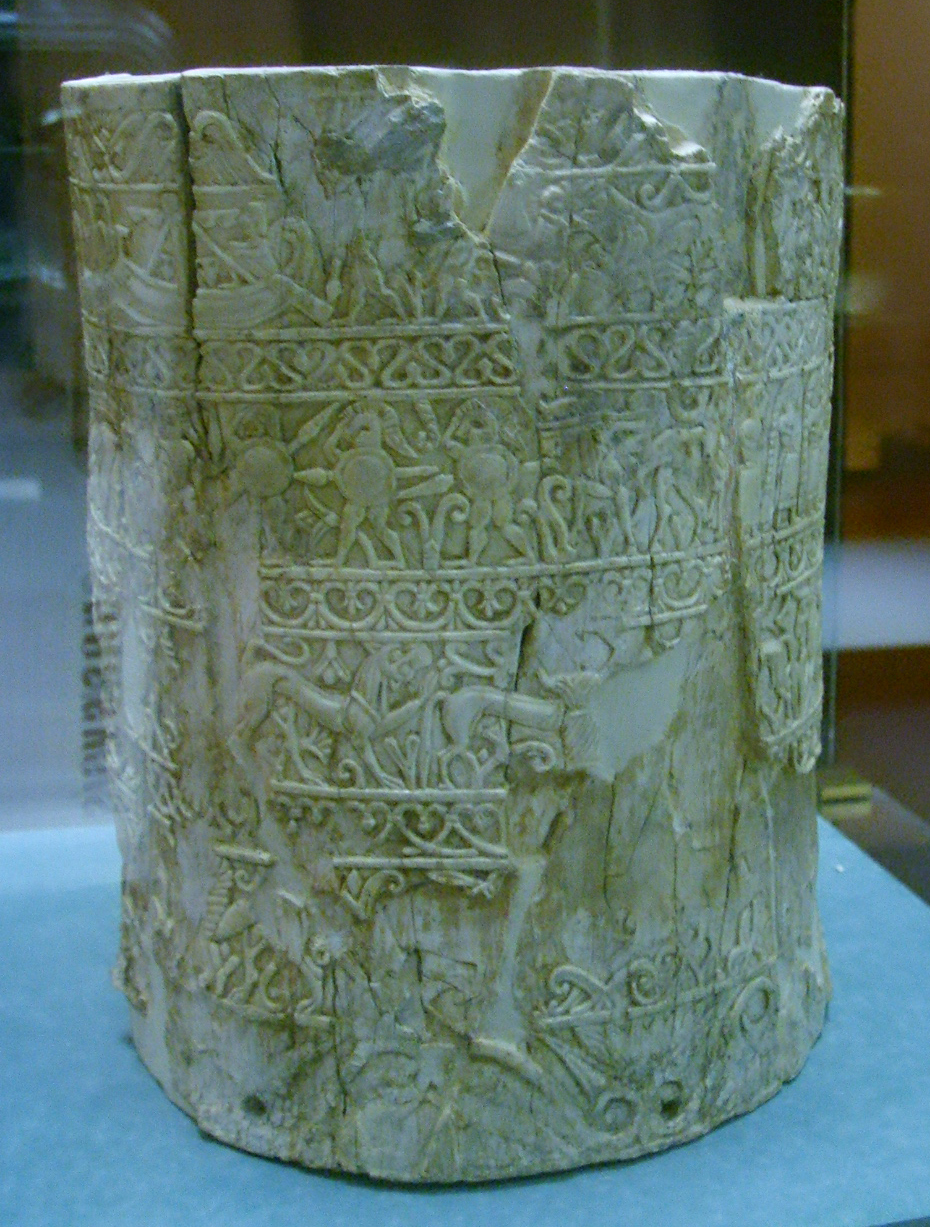
에트루리아 "시툴라 델라 파니아", 기원전 7세기
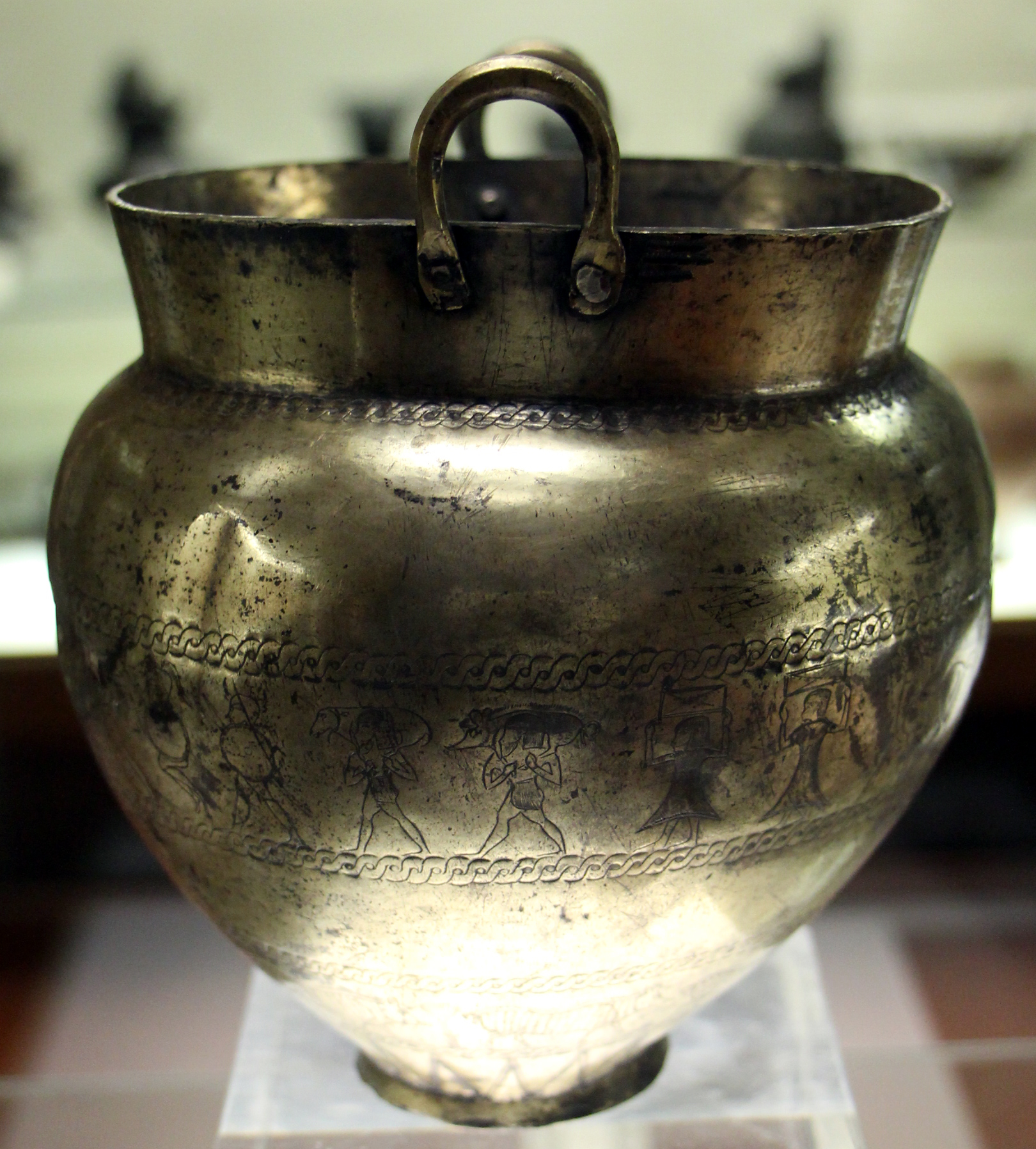
에트루리아 은제 시툴라, 키우시, 기원전 650년경
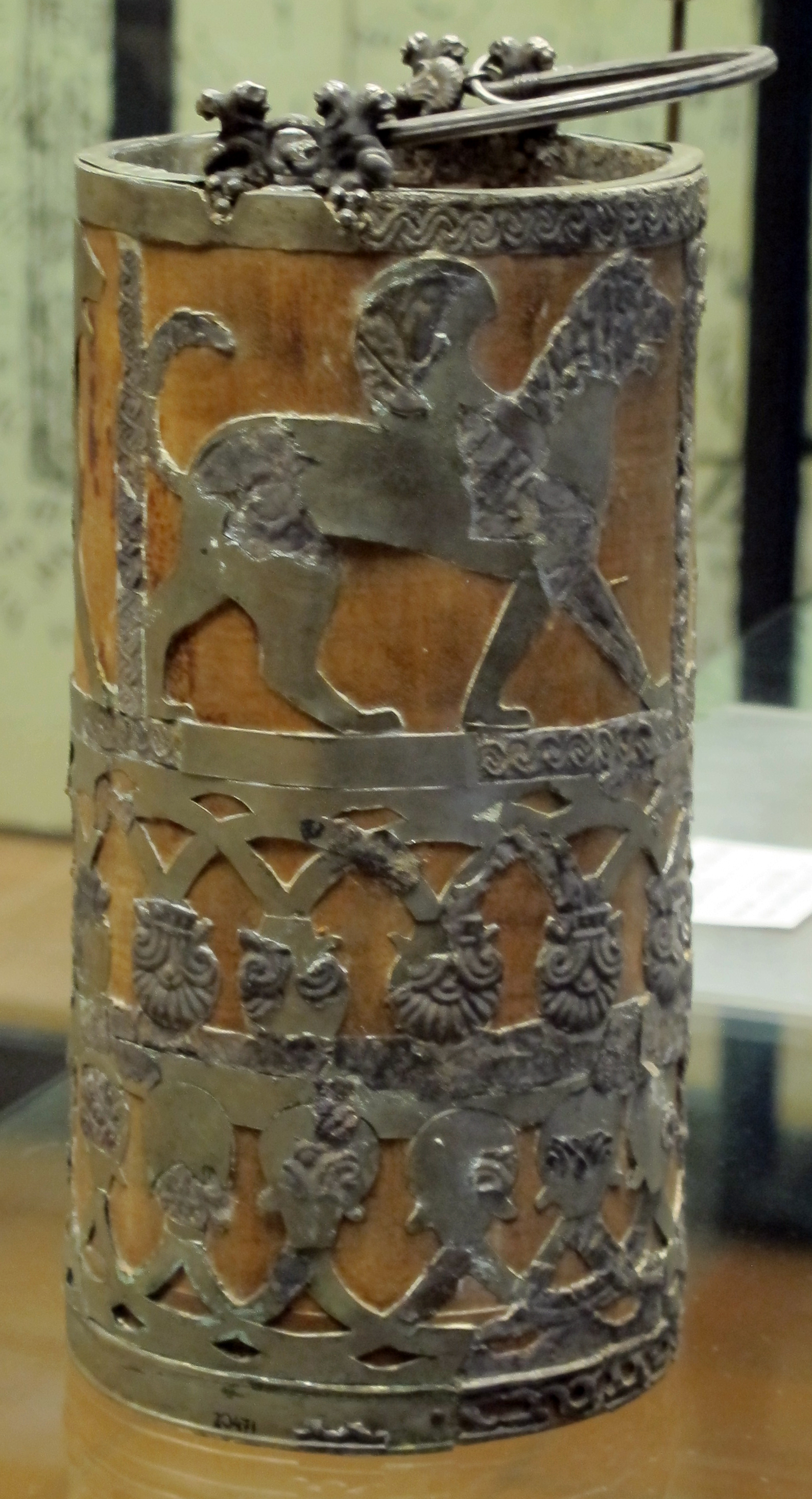
은색 마운트가 있는 에트루리아인, 체르베테리, 기원전 650년경
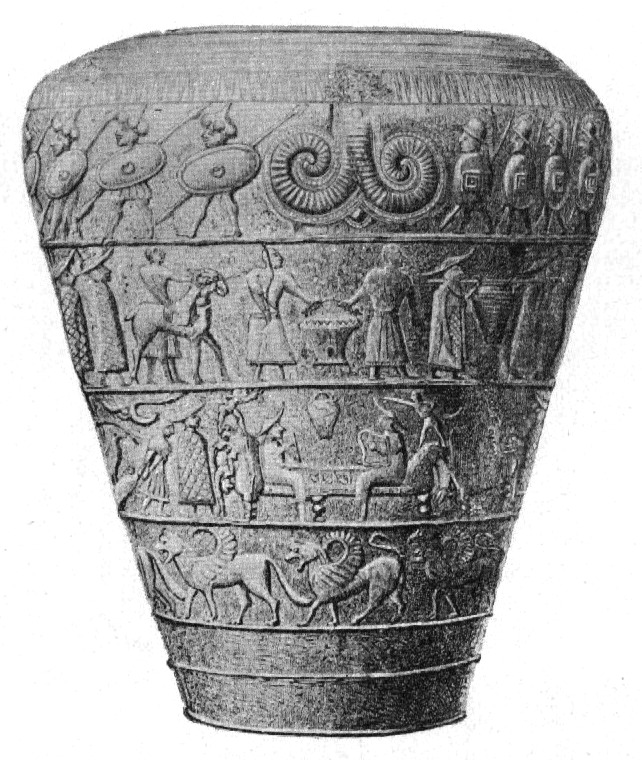
페이지 상단에 있는 에트루리아 청동 시툴라를 더 선명하게 재현
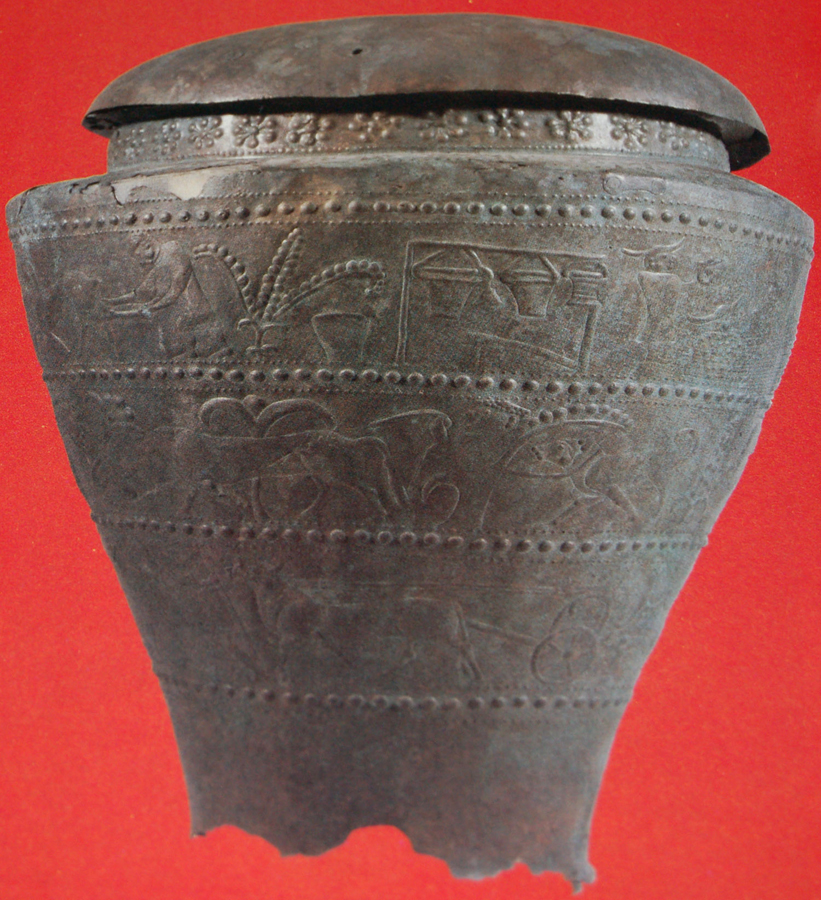
시툴라 벤베누티, 에스테 문화, 기원전 600년경
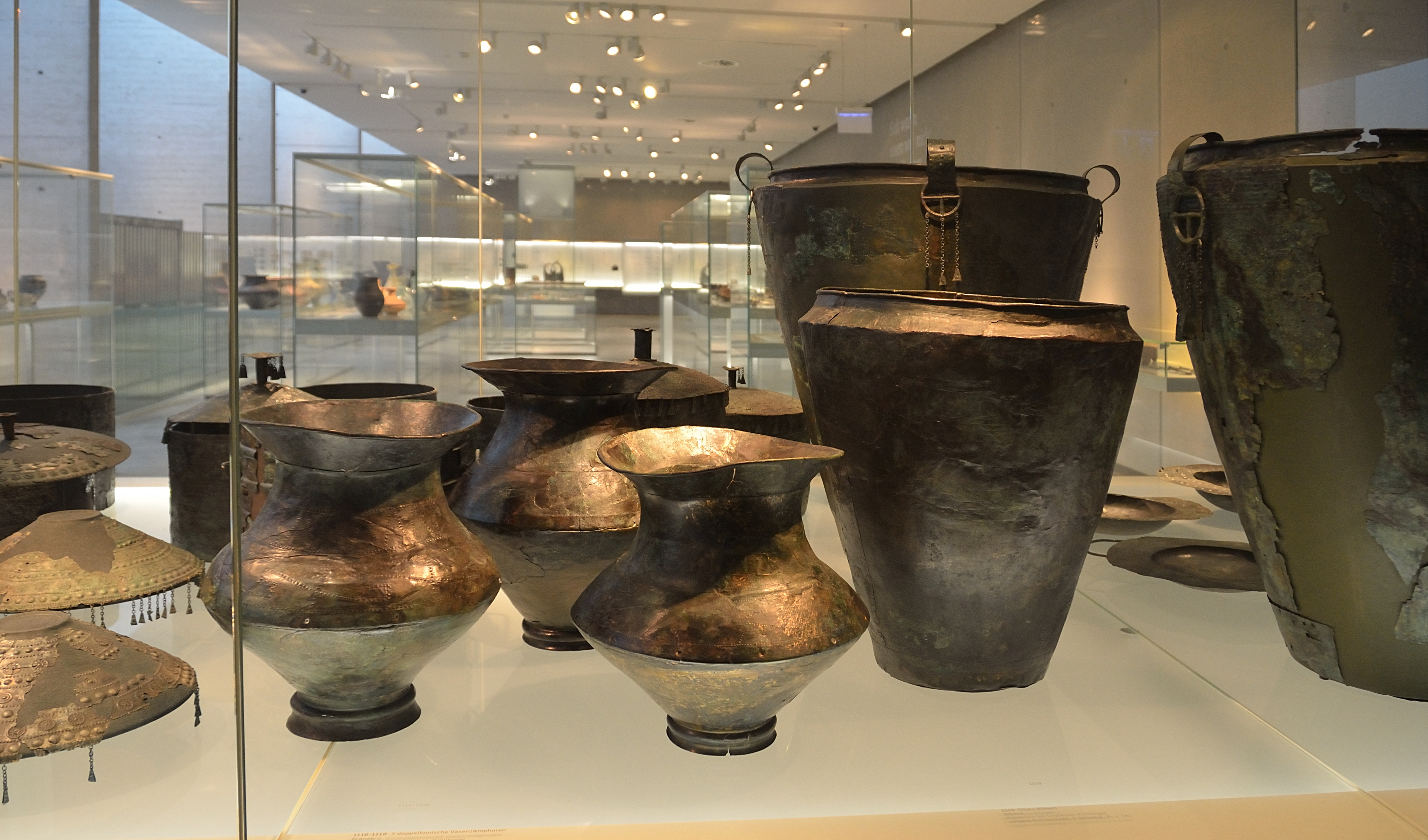
청동 화병 및 시툴라, 할슈타트 문화 D의 동부 지역, 클라인클라인
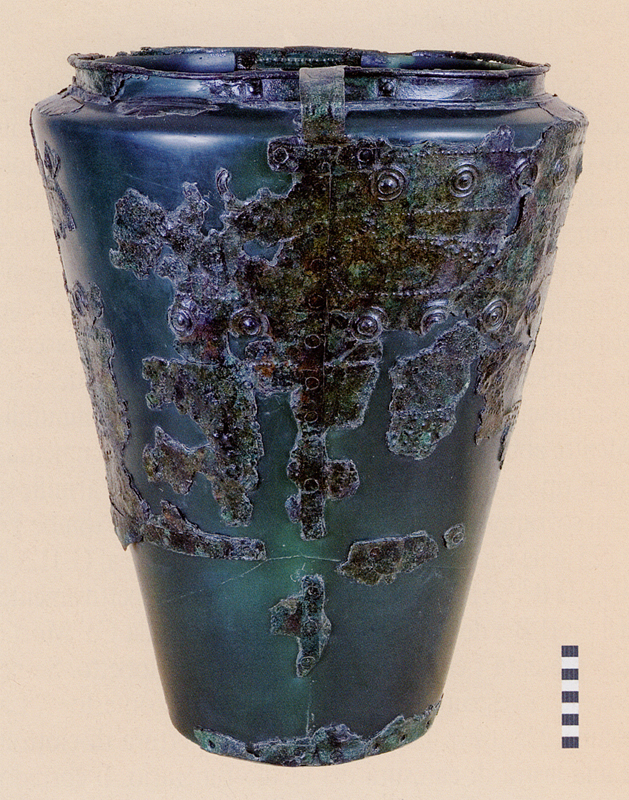
골라세카 문화 2기 A, 기원전 7~6세기 전환기
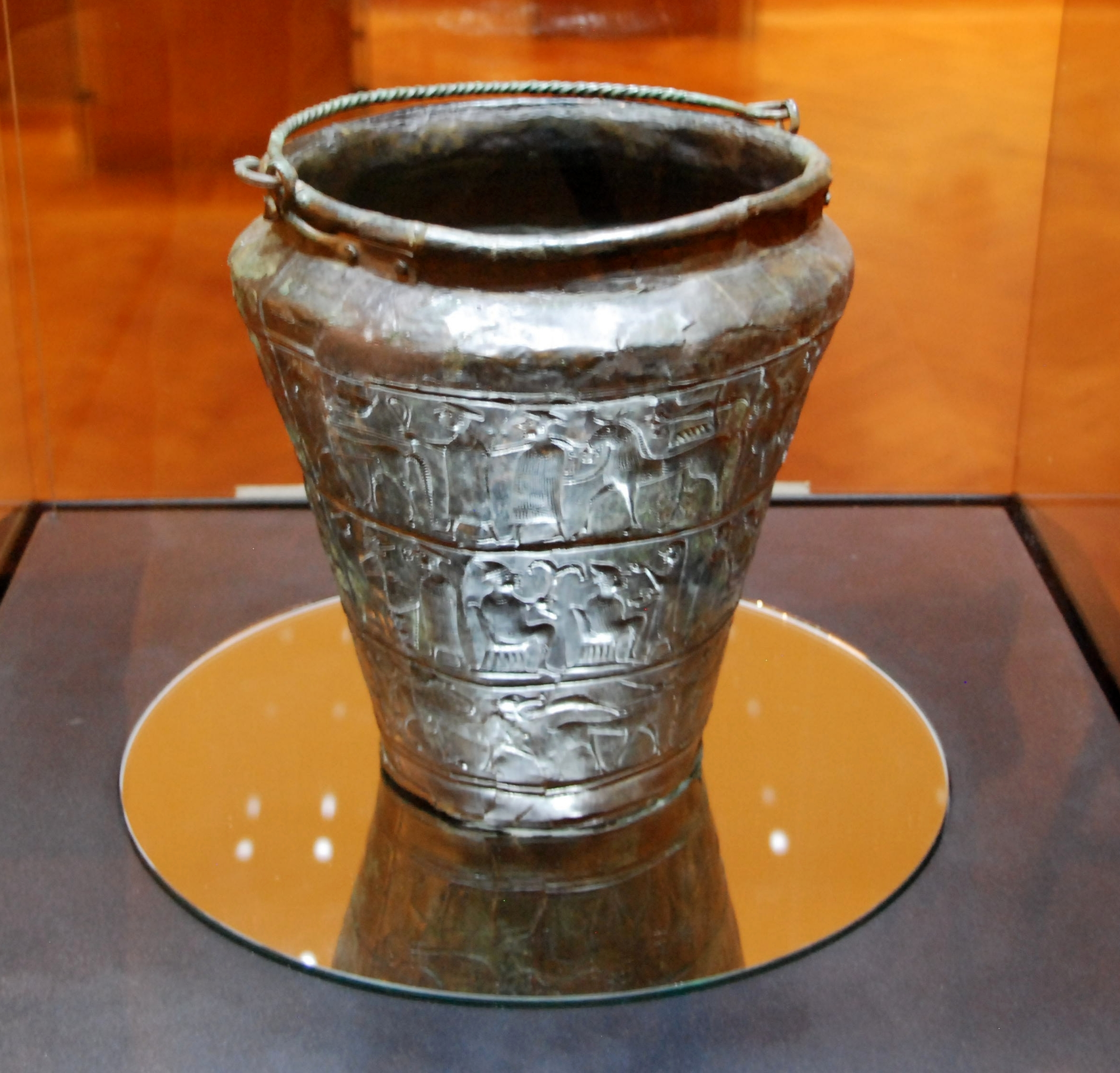
바체 시툴라, 슬로베니아, 기원전 5세기
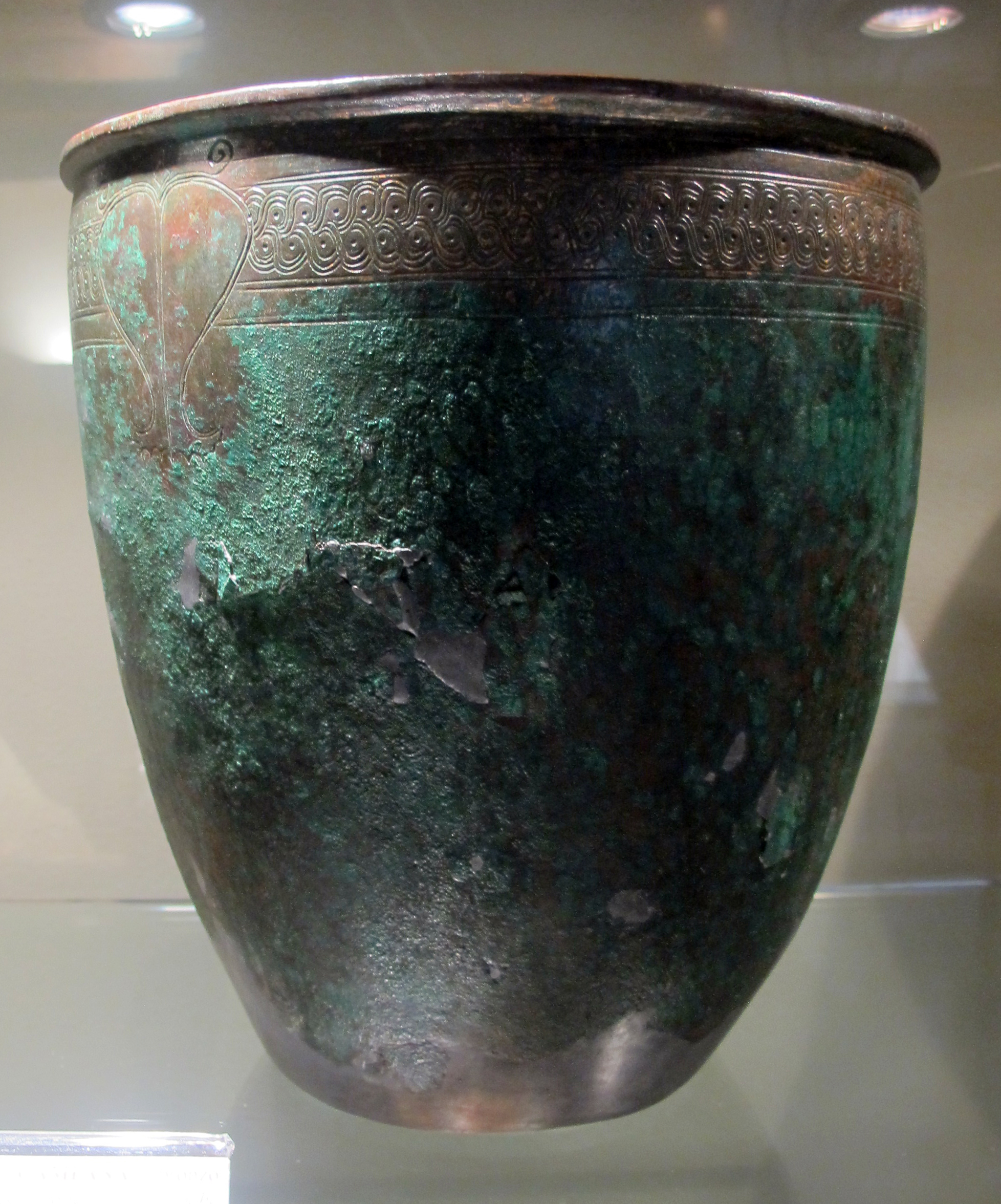
후기 에트루리아, 기원전 3세기, 청동
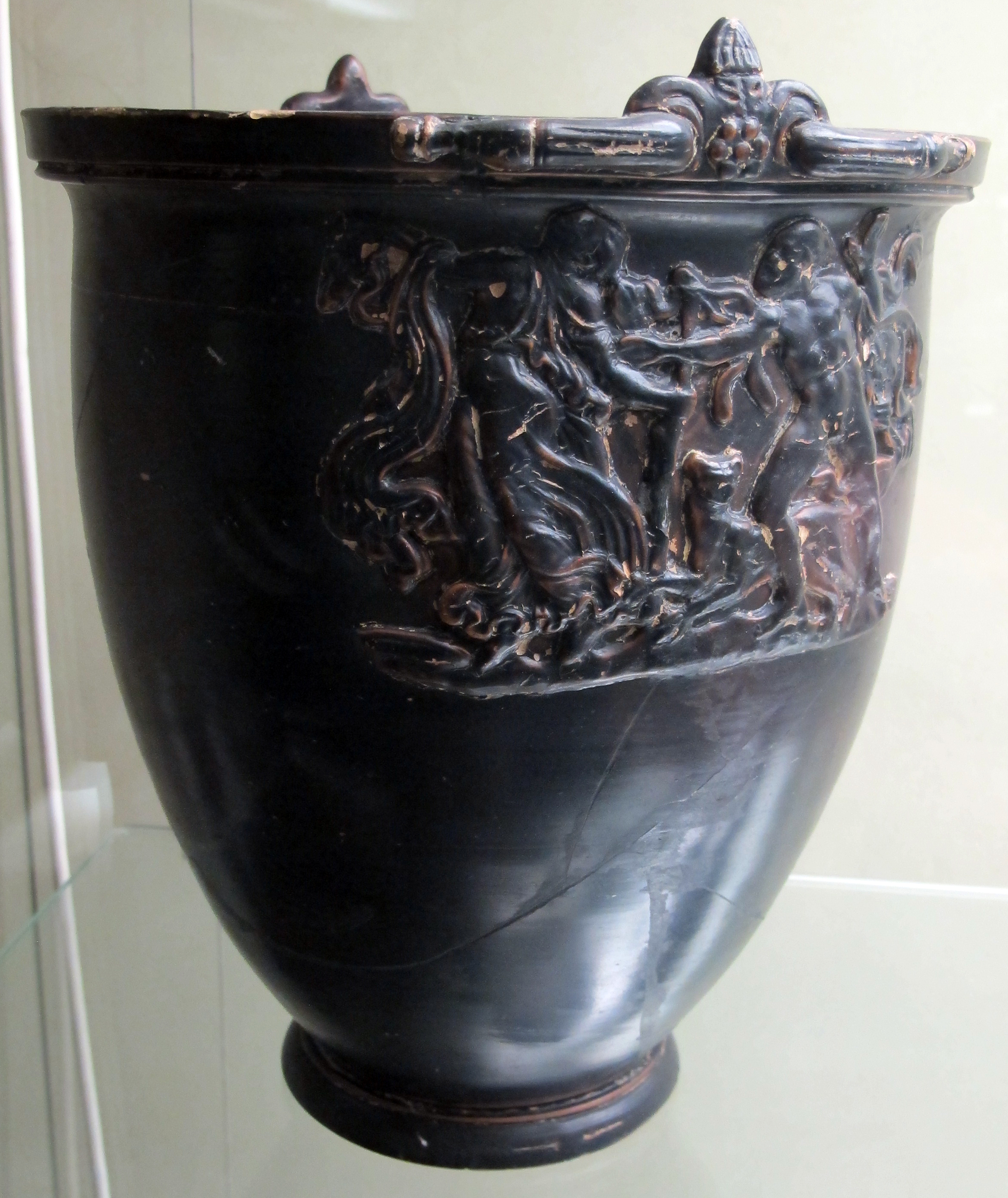
후기 에트루리아, 기원전 300년경, 도자기

## 이시스의 속성

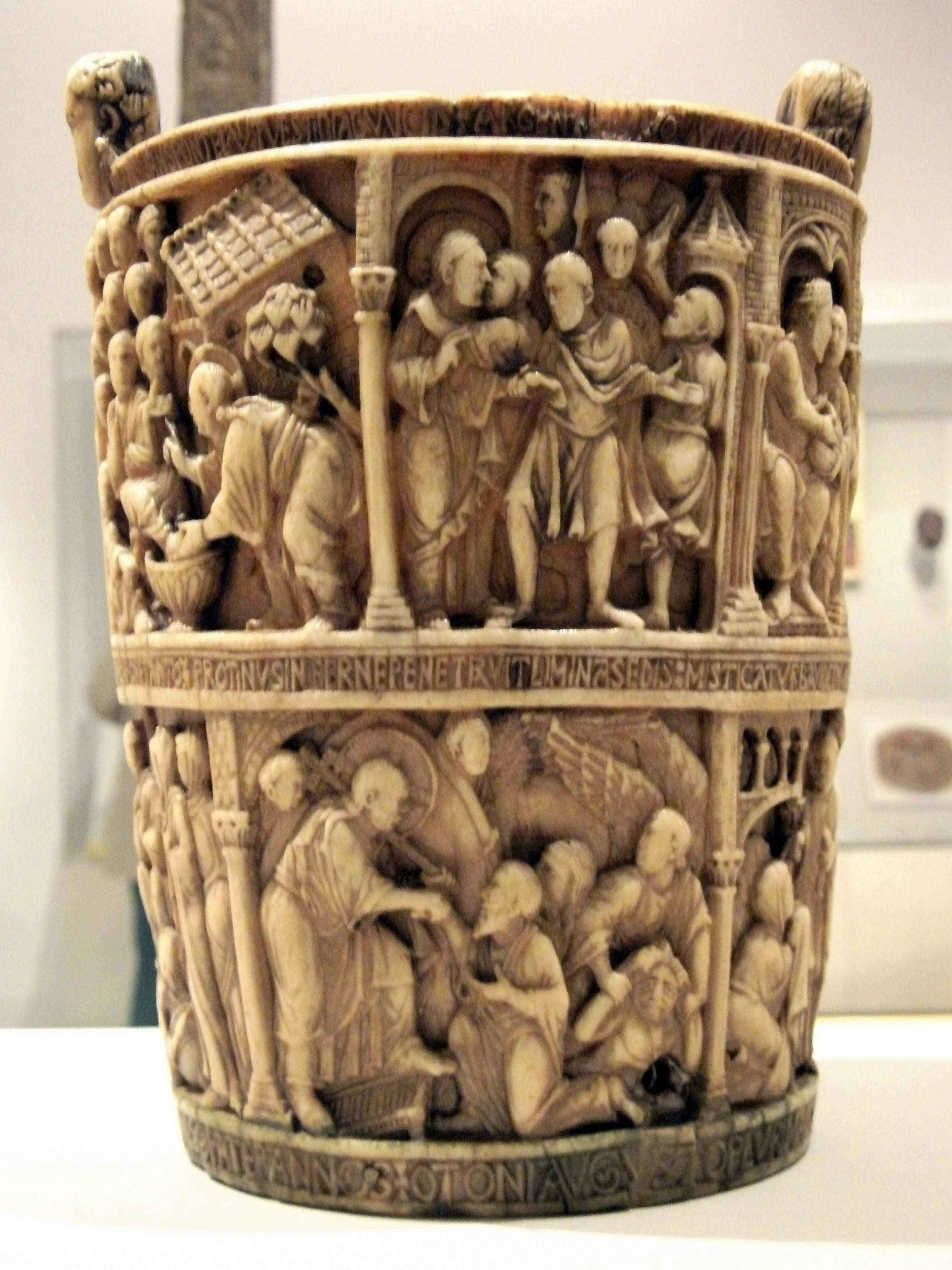
상아로 만든 바실레프스키 시툴라, 920년 오토 왕조 시대

이 용어는 다른 예술 형식의 인물이 운반하는 양동이에도 사용된다. 플루타르크와 다른 출처에 따르면 이것은 이시스 신도의 표시였으며, 그는 종종 자신이 (신성한 나일강의 물을 포함 하는) 다소 다른 모양의, 둥근 바닥과 때로는 뚜껑이 있는 하나를 들고 있는 것으로 나타났다. 종종 바닥에 “젖꼭지”가 있는 이 둥근 모양(갤러리의 로레스탄 예 참조)은 여성의 유방을 나타내는 것으로 믿어진다. 이들은 또한 신자들의 봉헌물로 사원에 기증되었다.

## 크리스트교 시툴라
정교한 중세 시대 초기 시툴라(situlae)는 성수를 담는 데 사용된 기독교 예식용 물건으로, 역시 일반적으로 청동으로 되어 있으며, 손잡이가 있는 직선형이다. 회중이나 다른 물건을 뿌릴 물을 모으기 위해 성수채를 시툴라에 담갔다. 10세기의 풍부하게 조각된 4개의 상아 예가 알려져 있다. 빅토리아 & 앨버트 박물관에 있는 920년의 바실레프스키 시툴라에는 두 층에 그리스도의 생애의 12개 장면으로 장식되어 있다. 은화 삼십 개를 성전 바닥에 던지고 있는 시툴라는 고토프레도의 시툴라(980년경)는 밀라노 대성당에 있고, 하나는 아헨 대성당 지하창고에, 하나는 뉴욕 메트로폴리탄 미술관에 있다. 모두 오토 왕조의 환경에서 나온 것이다. 비문에는 고트프레두스 대주교가 황제의 방문을 예상하여, 밀라노의 예품을 마련했다고 나와 있다.  가장 최근의 호화로운 예품은 보석으로 장식되어 있고, 교황과 대주교에 둘러싸여 있는 즉위하는 황제를 보여주는 아헨의 예품이다. 이것은 아마도 1000년경 트리어에서 만든 것으로 추정된다.

## 유럽 외부
이 용어는 다른 문화, 특히 고대 중동과 중국 및 베트남의 유사한 그릇에도 사용될 수 있다.
청동 목욕 양동이는 에르미타시 박물관의 12세기 페르시아 보브린스키 양동이와 같은 이슬람 예술에서도 볼 수 있다.

## 갤러리

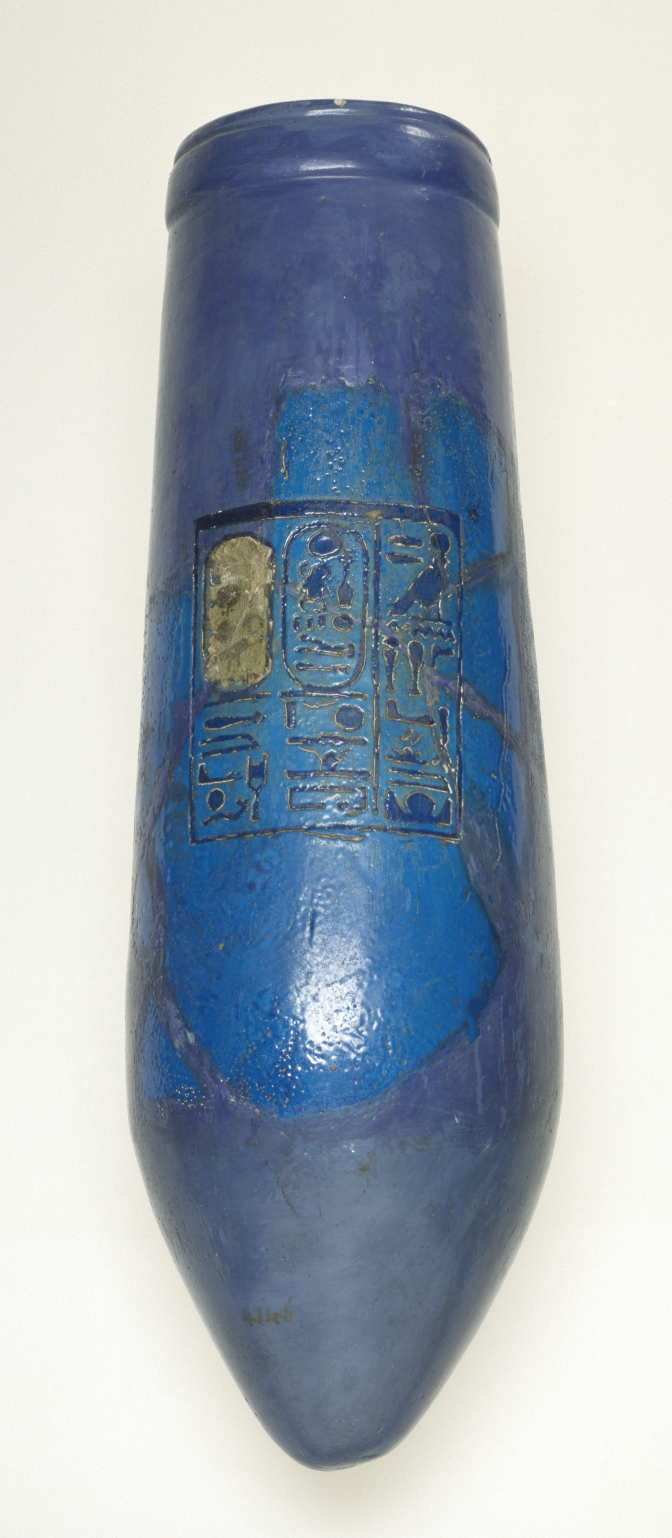
12인치 높이의 아크나톤의 카르투슈가 지워진 이집트식 파양스 시툴라
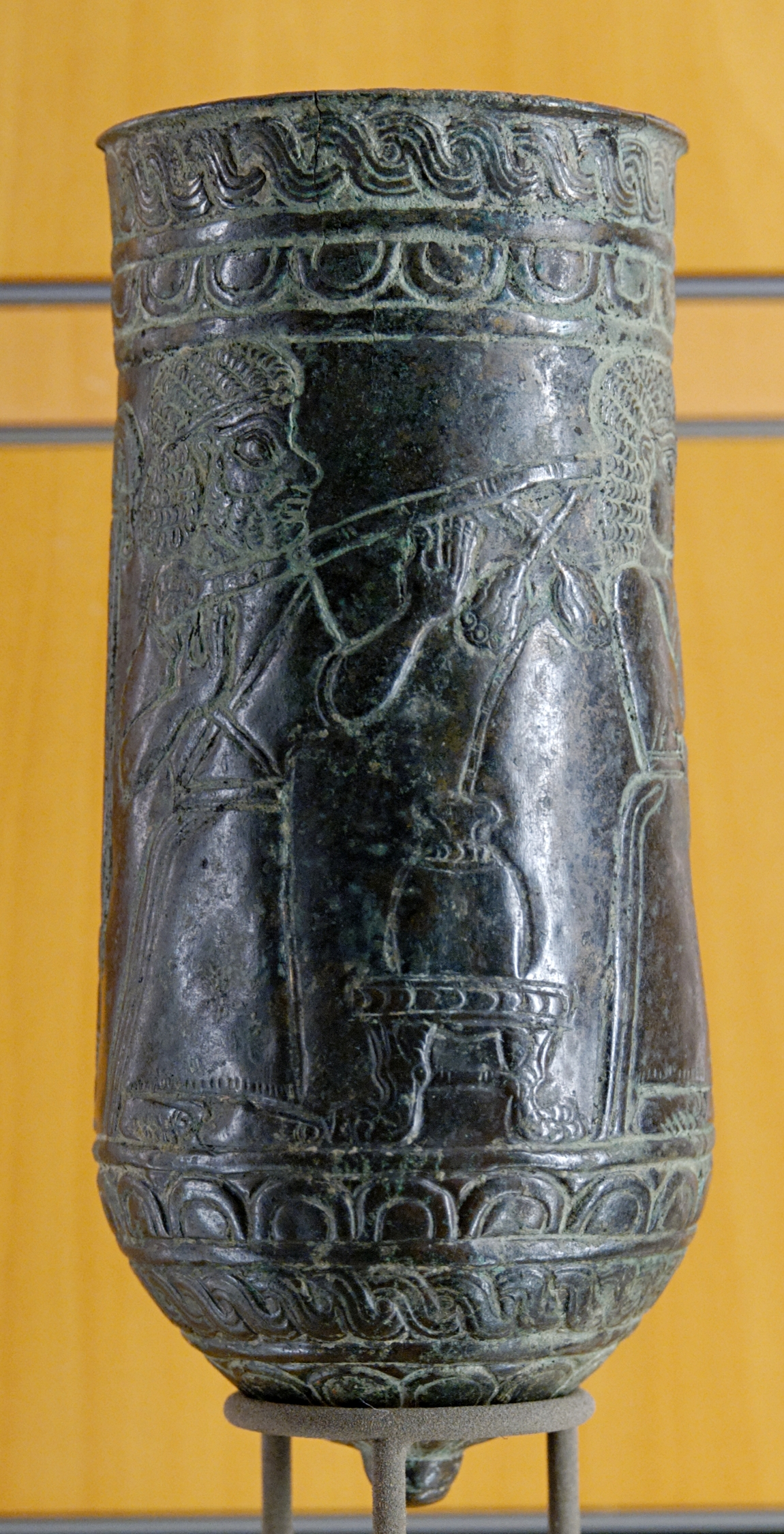
기원전 9세기 루리스탄의 시툴라
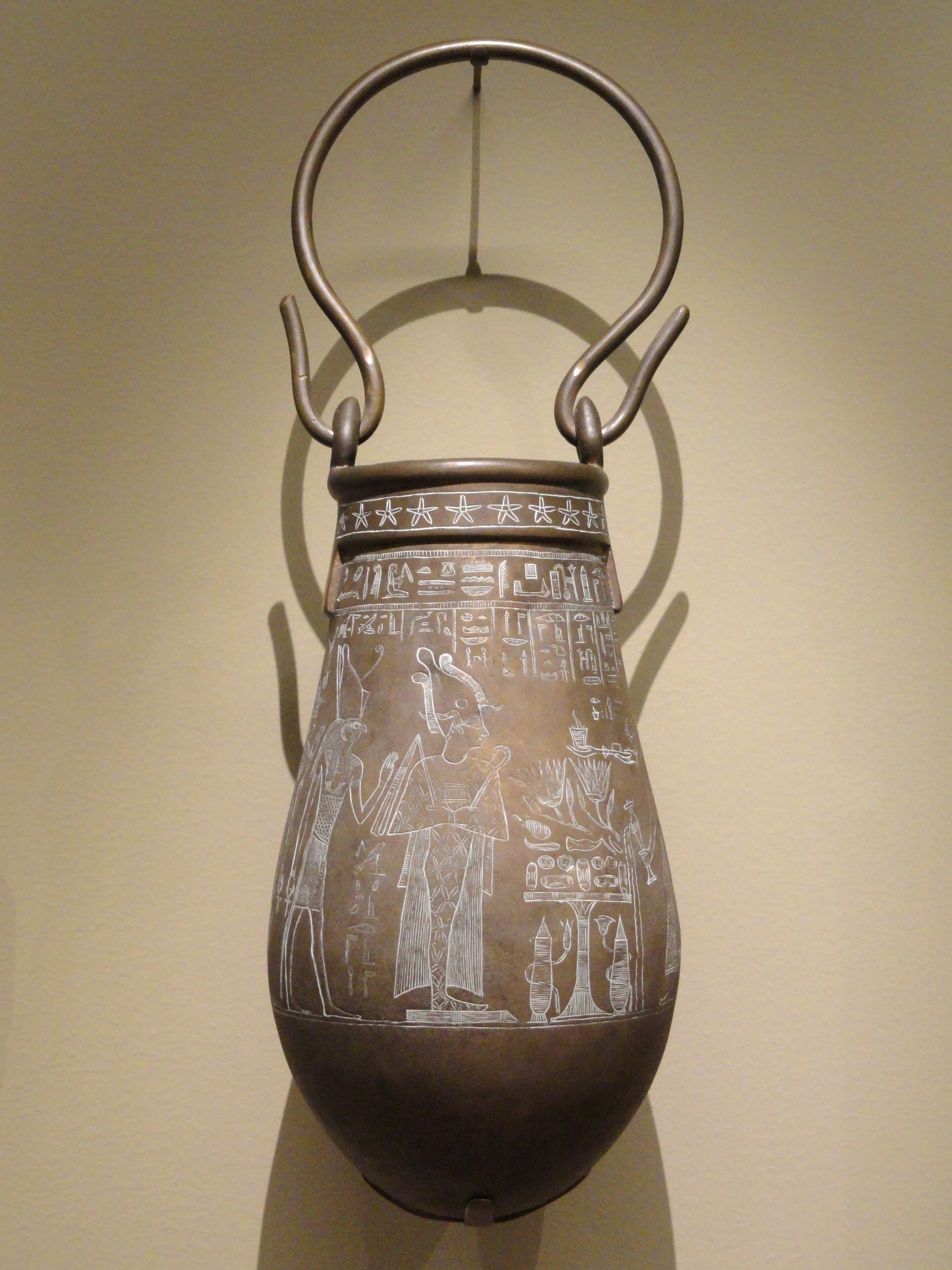
이집트 프톨레마이오스 왕조의 청동 시툴라, 기원전 305-30년
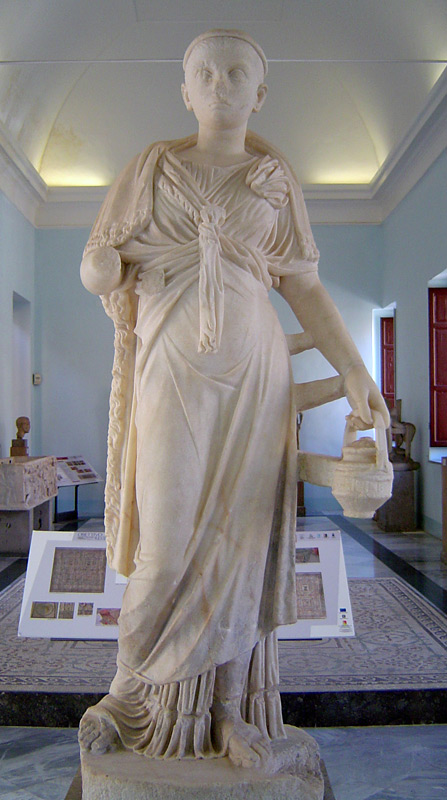
시툴라를 들고 있는 이시스의 여사제, 로마 동상, 기원전 2세기
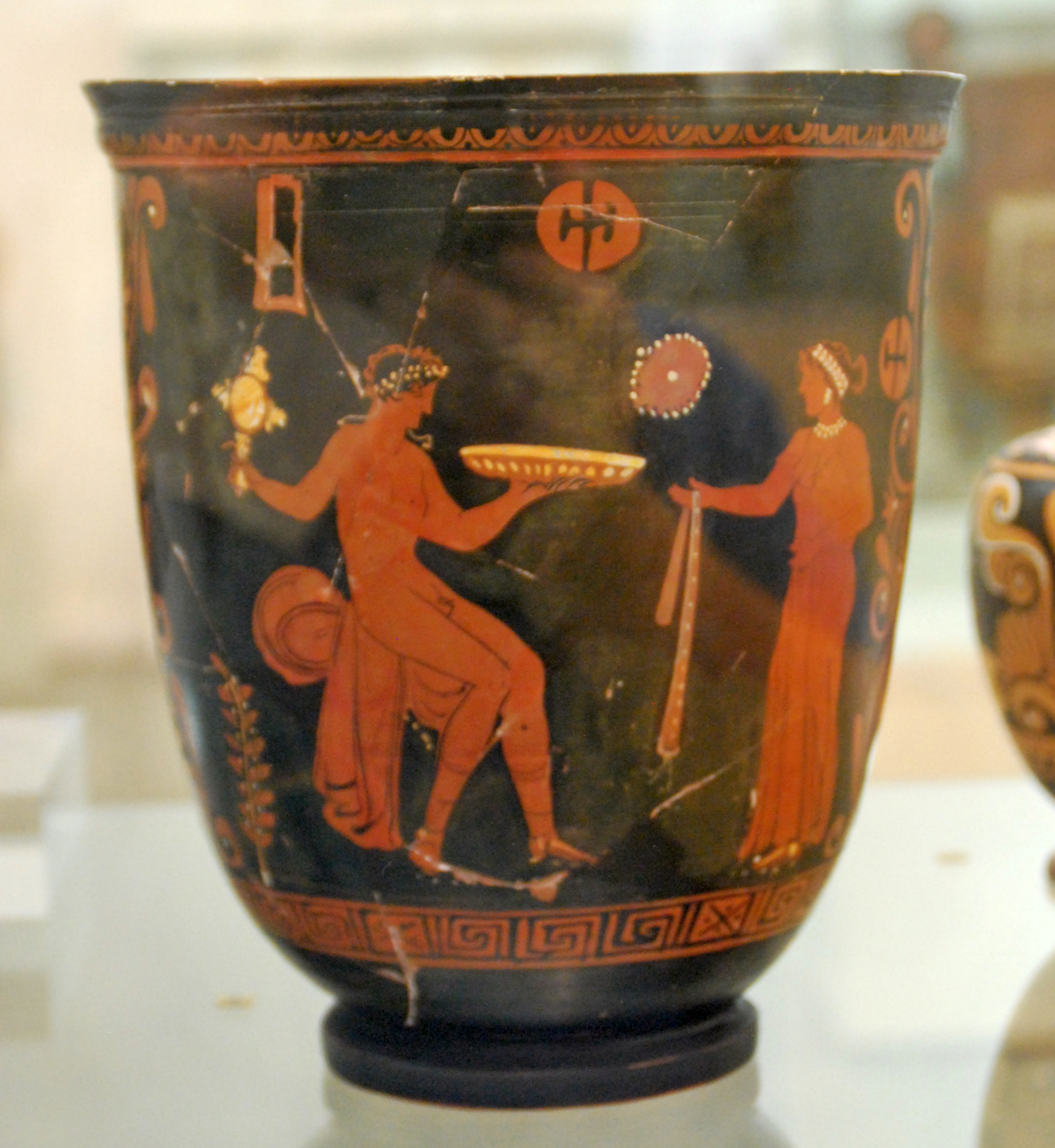
고대 그리스 (풀리아) 시툴라 도기병, 기원전 340-320
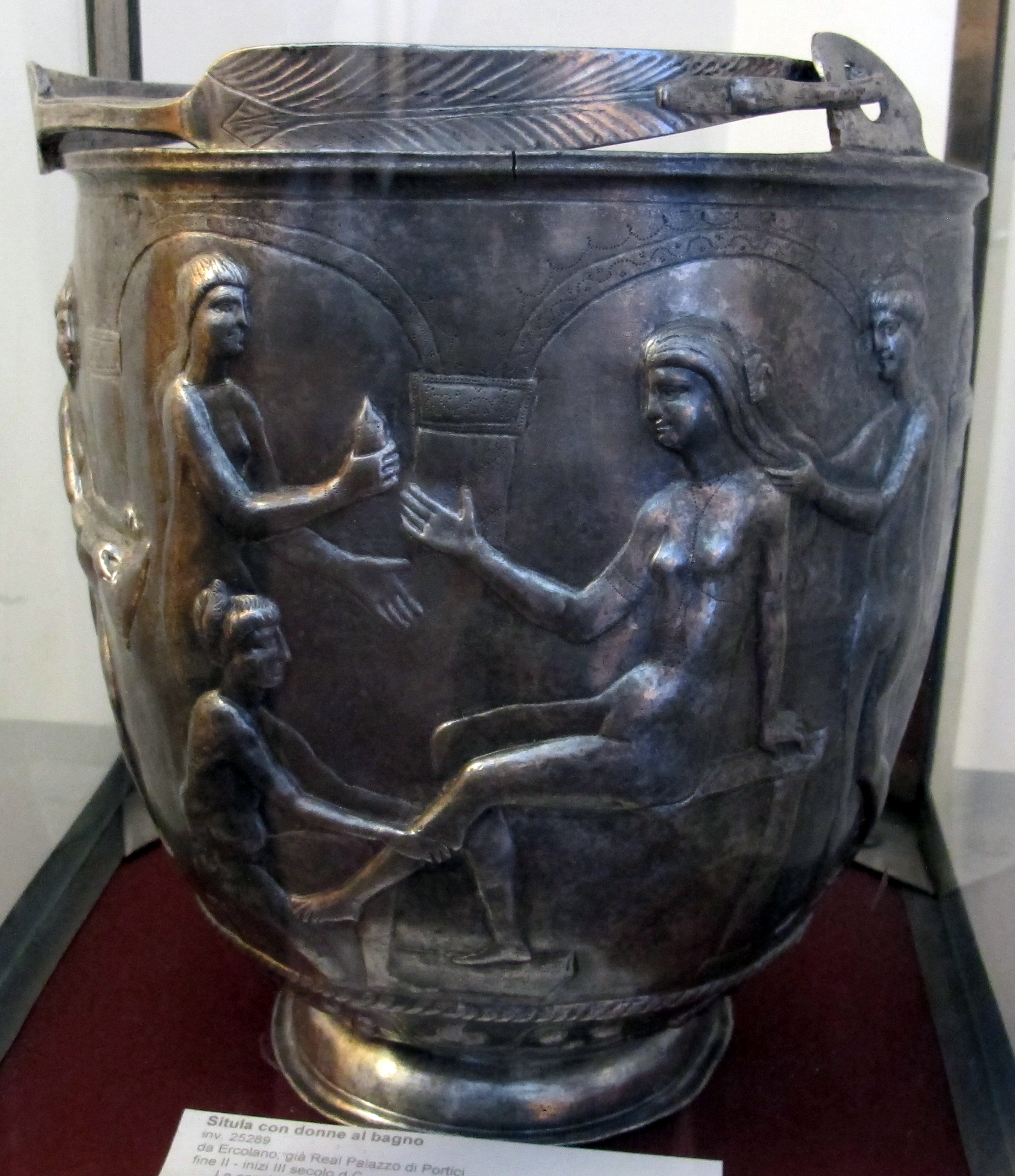
여성(또는 비너스)이 목욕하는 로마의 은색 시툴라, 190-210년경
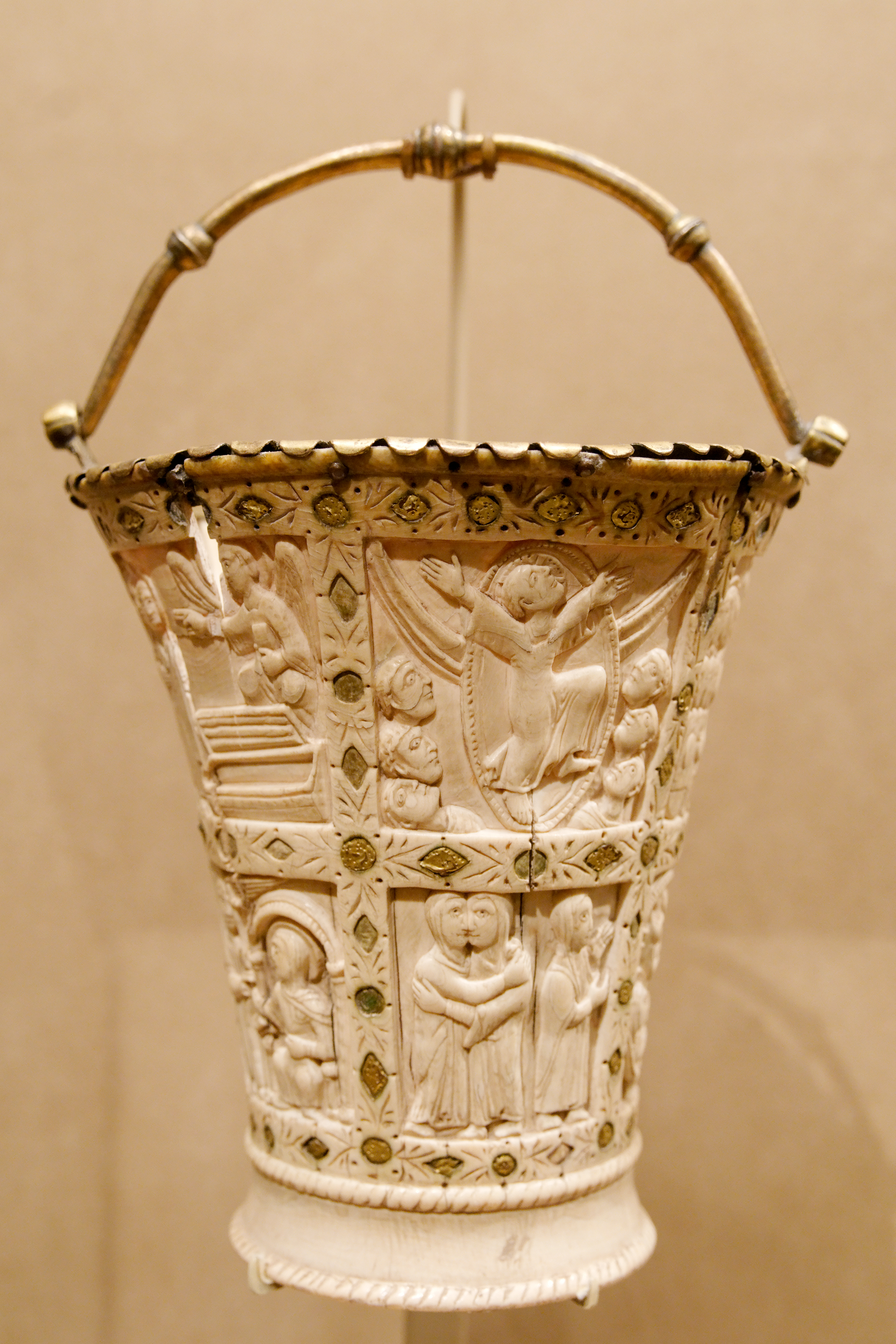
그리스도의 생애의 장면이 있는 오토 왕조 시대의 상아 시툴라, 860-880년경
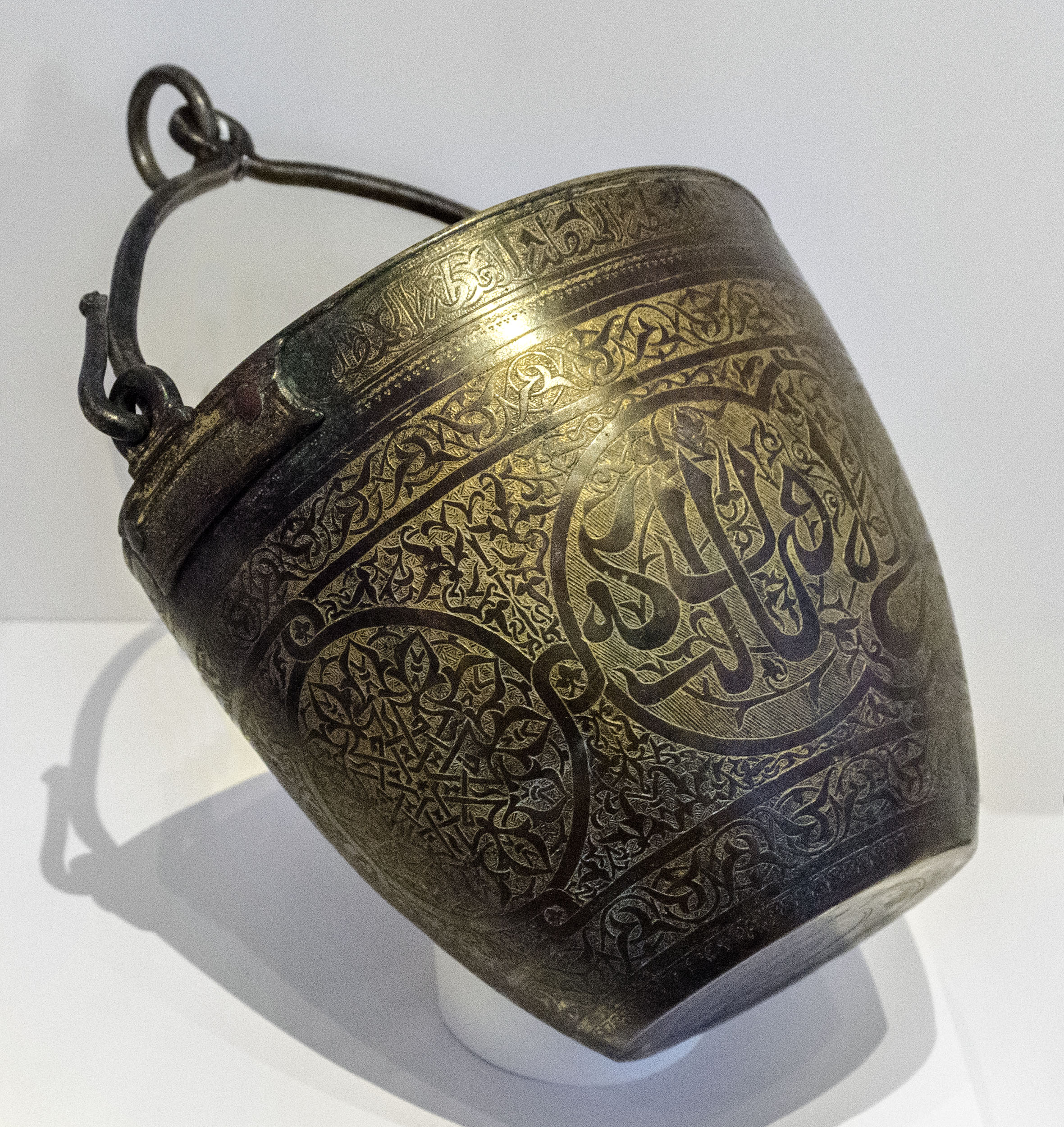
14세기 알함브라 궁전의 나스리드 시툴라, 니엘로(흑금)와 청동